# Oh, Happy Day
Oh, Happy Day of Oh Happy Day is het gospelarrangement uit 1967 van een gezang uit de 18e eeuw (tekst van Philip Doddridge geïnspireerd op de Handelingen van de Apostelen 8:35), uitgebracht door The Edwin Hawkins Singers. De single uit 1969 met soliste Dorothy Combs Morrison werd binnen twee maanden meer dan een miljoen keer verkocht. De single behaalde in het Verenigd Koninkrijk de tweede plaats, en in de Verenigde Staten de vierde plaats in de nationale hitlijst. In onder meer Duitsland en Nederland stond het nummer 2 weken op de eerste plaats. De single werd wereldwijd meer dan 7 miljoen keer verkocht. Het verscheen in eerste instantie op de elpee Let Us Go into the House of the Lord (1968) op Pavilion Records en een jaar later op de elpee Oh, Happy Days (1969) Biddulph Records.
Sommige single-uitgaven van Hawkins vermeldden 1959 als jaar van eerste uitgave; een misdruk. B-kant in de versie van Hawkins was Jesus, Lover of My Soul, eveneens een bewerking van een 18e-eeuws kerklied, geschreven door Charles Wesley.
Ook Joan Baez en Florent Pagny vertolkten het nummer, evenals Aretha Franklin en Mavis Staples (als duo).

## Hitnotering

### Nederlandse Top 40
| Hitnotering: 24-05-1969 t/m 26-07-1969 | Hitnotering: 24-05-1969 t/m 26-07-1969 | Hitnotering: 24-05-1969 t/m 26-07-1969 | Hitnotering: 24-05-1969 t/m 26-07-1969 | Hitnotering: 24-05-1969 t/m 26-07-1969 | Hitnotering: 24-05-1969 t/m 26-07-1969 | Hitnotering: 24-05-1969 t/m 26-07-1969 | Hitnotering: 24-05-1969 t/m 26-07-1969 | Hitnotering: 24-05-1969 t/m 26-07-1969 | Hitnotering: 24-05-1969 t/m 26-07-1969 | Hitnotering: 24-05-1969 t/m 26-07-1969 | Hitnotering: 24-05-1969 t/m 26-07-1969 |
| Week:                                  | 1                                      | 2                                      | 3                                      | 4                                      | 5                                      | 6                                      | 7                                      | 8                                      | 9                                      | 10                                     |                                        |
| -------------------------------------- | -------------------------------------- | -------------------------------------- | -------------------------------------- | -------------------------------------- | -------------------------------------- | -------------------------------------- | -------------------------------------- | -------------------------------------- | -------------------------------------- | -------------------------------------- | -------------------------------------- |
| Positie:                               | 20                                     | 5                                      | 1                                      | 1                                      | 2                                      | 4                                      | 7                                      | 9                                      | 18                                     | 30                                     | uit                                    |

### Hilversum 3 Top 30
| Hitnotering: 24-05-1969 t/m 26-07-1969 | Hitnotering: 24-05-1969 t/m 26-07-1969 | Hitnotering: 24-05-1969 t/m 26-07-1969 | Hitnotering: 24-05-1969 t/m 26-07-1969 | Hitnotering: 24-05-1969 t/m 26-07-1969 | Hitnotering: 24-05-1969 t/m 26-07-1969 | Hitnotering: 24-05-1969 t/m 26-07-1969 | Hitnotering: 24-05-1969 t/m 26-07-1969 | Hitnotering: 24-05-1969 t/m 26-07-1969 | Hitnotering: 24-05-1969 t/m 26-07-1969 | Hitnotering: 24-05-1969 t/m 26-07-1969 | Hitnotering: 24-05-1969 t/m 26-07-1969 |
| Week:                                  | 1                                      | 2                                      | 3                                      | 4                                      | 5                                      | 6                                      | 7                                      | 8                                      | 9                                      | 10                                     |                                        |
| -------------------------------------- | -------------------------------------- | -------------------------------------- | -------------------------------------- | -------------------------------------- | -------------------------------------- | -------------------------------------- | -------------------------------------- | -------------------------------------- | -------------------------------------- | -------------------------------------- | -------------------------------------- |
| Positie:                               | 9                                      | 3                                      | 1                                      | 1                                      | 2                                      | 4                                      | 6                                      | 9                                      | 18                                     | 24                                     | uit                                    |

### NPO Radio 2 Top 2000
| Nummer met noteringen in de NPO Radio 2 Top 2000 | '00  | '01  | '02  | '03  | '04  | '05 | '06  | '07  | '08  |
| ------------------------------------------------ | ---- | ---- | ---- | ---- | ---- | --- | ---- | ---- | ---- |
| Oh, Happy Day                                    | 1731 | 1896 | 1933 | 1455 | 1903 | -   | 1862 | 1756 | 1827 |

1. ↑  Een '-' betekent dat het nummer niet was genoteerd en een vetgedrukt getal geeft de hoogste notering aan.
2. ↑  2000 was het eerste jaar met een notering voor dit nummer.
3. ↑  Deze tabel is bijgewerkt tot en met de laatste editie (2024).